# Santiago Etla
Santiago Etla är en ort i Mexiko.   Den ligger i kommunen San Lorenzo Cacaotepec och delstaten Oaxaca, i den sydöstra delen av landet, 400 km sydost om huvudstaden Mexico City. Santiago Etla ligger 1 594 meter över havet och antalet invånare är 4 374.
Terrängen runt Santiago Etla är varierad. Runt Santiago Etla är det mycket tätbefolkat, med 2 431 invånare per kvadratkilometer. Närmaste större samhälle är Oaxaca de Juárez, 11,9 km sydost om Santiago Etla. Omgivningarna runt Santiago Etla är en mosaik av jordbruksmark och naturlig växtlighet.